# Хасу-Канді
Хасу-Канді (перс. حسوکندی) — село в Ірані, входить до складу дехестану Барандуз у Центральному бахші шахрестану Урмія провінції Західний Азербайджан.